# روهان دنيس
روهان دنيس (بالإنجليزية: Rohan Dennis) مواليد 28 مايو 1990 في أديليد، هو دراج أسترالي في صنف سباق الدراجات على الطريق وعلى المضمار. شارك في دورة الألعاب الأولمبية الصيفية وفاز بميدالية أولمبية.

## سباقات أو مراحل فاز بها
| التاريخ        | السباق                                                             | المركز                                                                  |
| -------------- | ------------------------------------------------------------------ | ----------------------------------------------------------------------- |
| 03 مايو 2007   | 2007 Oceania Road Cycling Championships Men U19 ITT                | الفائز في التصنيف العام                                                 |
| 01 يناير 2012  | سباق الزمن تحت 23 سنة في بطولة العالم 2012                         |                                                                         |
| 01 يناير 2012  | ركوب الدراجات في الألعاب الأولمبية الصيفية 2012 – فريق رجال مطاردة |                                                                         |
| 22 يناير 2012  | داون أندر 2012                                                     | الأول في تصنيف أفضل شاب، الأول في تصنيف الجبال، الخامس في التصنيف العام |
| 09 سبتمبر 2012 | 2012 Chrono Champenois Masculin International                      | الفائز في التصنيف العام                                                 |
| 09 يناير 2013  | 2013 Australia National Road Cycling Championships Men ITT         |                                                                         |
| 09 يونيو 2013  | كريثيديا دو دوفين 2013                                             | الأول في تصنيف أفضل شاب، الثامن في التصنيف العام                        |
| 08 سبتمبر 2013 | طواف ألبرتا 2013                                                   | الفائز في التصنيف العام                                                 |
| 11 أبريل 2014  | سباق حلبة دي لا سارث 2014                                          |                                                                         |
| 18 مايو 2014   | طواف كاليفورنيا 2014                                               | الثاني في التصنيف العام                                                 |
| 08 يناير 2015  | سباق الزمن في بطولة أستراليا لركوب الدراجات 2015                   |                                                                         |
| 25 يناير 2015  | داون أندر 2015                                                     | الفائز في التصنيف العام                                                 |
| 23 أغسطس 2015  | يو إس إيه برو تشالنج 2015                                          | الفائز في التصنيف العام                                                 |
| 07 يناير 2016  | سباق الزمن في بطولة أستراليا لركوب الدراجات 2016                   | الفائز في التصنيف العام                                                 |
| 05 يناير 2017  | سباق الزمن في بطولة أستراليا لركوب الدراجات 2017                   | الفائز في التصنيف العام                                                 |
| 23 فبراير 2017 | طواف بروفانس 2017                                                  | الفائز في التصنيف العام                                                 |
| 05 يناير 2018  | سباق الزمن في بطولة أستراليا لركوب الدراجات 2018                   | الفائز في التصنيف العام                                                 |
| 26 سبتمبر 2018 | سباق الزمن في بطولة العالم 2018                                    | الفائز في التصنيف العام                                                 |
| 08 يناير 2019  | سباق الزمن في بطولة أستراليا لركوب الدراجات 2019                   |                                                                         |
| 25 سبتمبر 2019 | سباق الزمن في بطولة العالم 2019                                    | الفائز في التصنيف العام                                                 |
| 08 يناير 2020  | سباق الطريق ضد الساعة للرجال في بطولة أستراليا 2020                |                                                                         |
| 12 يناير 2022  | بطولة استراليا لسباق الزمن للرجال 2022                             | الفائز في التصنيف العام                                                 |

## الميداليات
| الميدالية | المسابقة                                    |
| --------- | ------------------------------------------- |
| فضية      | الألعاب الأولمبية الصيفية 2012              |
| فضية      | بطولة العالم لسباق الدراجات على الطريق 2012 |
| فضية      | دورة ألعاب الكومنولث 2014                   |

## روابط خارجية
- روهان دنيس على موقع الاتحاد الدولي للدراجات (الإنجليزية)
- روهان دنيس على موقع أرشيف الدراجات (الإنجليزية)
- روهان دنيس على موقع إحصائيات الدراجات الإحترافية (الإنجليزية)
- روهان دنيس على موقع نسبة الدراجات (الإنجليزية)
- روهان دنيس على موقع CycleBase (الإنجليزية)
- روهان دنيس على موقع CyclingDatabase.com (مؤرشف) (الإنجليزية)
- روهان دنيس على موقع اللجنة الأولمبية الدولية (الإنجليزية)
- روهان دنيس على موقع أوليمبيديا (الإنجليزية)
- روهان دنيس على موقع اللجنة الأولمبية الأسترالية (الإنجليزية)
- روهان دنيس على موقع اتحاد ألعاب الكومنولث (مؤرشف) (الإنجليزية)
- روهان دنيس على موقع اتحاد ألعاب الكومنولث (مؤرشف) (الإنجليزية)